# Francesco Tedesco
Francesco Tedesco (Andretta, 11 marzo 1853 – Roma, 9 maggio 1921) è stato un politico italiano, più volte ministro del Regno d'Italia.

## Biografia
Fu avviato agli studi dal fratello maggiore Don Pietro Antonio Tedesco e, iscrittosi all'Università di Napoli, riuscì a conseguire la laurea in giurisprudenza a soli vent'anni. Vincitore di un concorso pubblico, subito dopo la laurea venne assunto presso il Ministero dei lavori pubblici dove nel giro di pochi anni raggiunse il grado di ispettore generale nelle ferrovie.
Nel 1876 fu determinante il suo incontro con Giovanni Giolitti e la sua adesione al giolittismo.
Eletto deputato nel 1900, sotto la seconda presidenza del consiglio di Giolitti fu nominato ministro dei lavori pubblici e dal 1907 fu presidente del Consiglio provinciale di Avellino.
Grazie al suo impegno, il governo Giolitti prese nel 1905 il provvedimento di nazionalizzare le linee ferroviarie. Rimase celebre un suo discorso alla Camera dei deputati, nel quale indirizzò specifiche accuse alle compagnie private che avevano fino ad allora gestito il sistema ferroviario italiano denunciando la loro incapacità ad adeguarsi alle nuove esigenze determinate dallo sviluppo industriale. La sua ferma presa di posizione creò un ampio malcontento, e le richieste sindacali dei ferrovieri fecero vacillare il governo. Giolitti presentò le dimissioni al re, chiedendo di affidare il nuovo incarico di primo ministro all'amico Alessandro Fortis. Al posto di Francesco Tedesco, al ministero dei lavori pubblici subentrò Carlo Francesco Ferraris, che firmò il provvedimento con il quale lo Stato prendeva in carico l'intera rete ferroviaria, provvedendo alla sua risistemazione e al suo adeguamento.
Nel secondo governo Fortis, Tedesco fu nuovamente ministro dei lavori pubblici; tra il 1909 e il 1911 fu nominato al Ministero del Tesoro nel governo Luzzatti e vi fu confermato nel successivo quarto governo Giolitti.
Dopo la prima guerra mondiale, fu ancora ministro, questa volta alle Finanze, con il primo governo Nitti e, successivamente, con l'ultimo governo Giolitti.
Francesco Tedesco si impegnò a fondo per il risanamento del bilancio pubblico e per il miglioramento dell'impianto della legislazione finanziaria. Non dimenticò comunque il legame con l'Irpinia, che in quegli anni conobbe un periodo di sviluppo economico e di miglioramento delle vie di comunicazione (strade e ferrovie), grazie anche al saldo attivo del bilancio provinciale.
Ancora in carica come ministro, fu costretto a farsi sostituire per motivi di salute da Luigi Facta a partire dalla seconda metà del 1920 e si spense a Roma nel maggio 1921.
Il figlio Ettore è stato deputato liberale; la nipote Giglia senatrice comunista.

## Riconoscimenti
Il 25 aprile 1910 riceve la cittadinanza onoraria di Avellino per l'impegno mostrato durante la sua vita politica per il progresso dell'Irpinia e di Avellino.
Il 6 luglio 1910 riceve la cittadinanza onoraria di Calitri per il suo interessamento, in qualità di Ministro del Tesoro, a favore dei terremotati calitrani.